# Mohamed Tresor Kamara
Mohamed Tresor Kamara es un deportista senegalés que compitió en taekwondo. Ganó una medalla de bronce en el Campeonato Africano de Taekwondo de 2012, en la categoría de –87 kg.

## Palmarés internacional
| Campeonato Africano | Campeonato Africano       | Campeonato Africano | Campeonato Africano |
| Año                 | Lugar                     | Medalla             | Categoría           |
| ------------------- | ------------------------- | ------------------- | ------------------- |
| 2012                | Antananarivo (Madagascar) | Medalla de bronce   | –87 kg              |